# Lotty Bretzner
Karin Charlotta (Lotty) Bretzner, född Kuylenstierna den 6 oktober 1885 i Rödön i Jämtland, död den 14 augusti 1973 i Uppsala, var en svensk målare.
Hon var dotter till lantmätaren Bror Gillis Gustaf Kuylenstierna och Hedvig Katarina Fredrika Hellberg samt från 1905 gift med kaptenen Carl Leonard Casimir Bretzner (1877–1961).
Bretzner studerade konst i Dresden och Paris i olika etapper. Hon medverkade i utställningen Salon d'Automne i Paris ett flertal gånger samt i Uplands konstförenings samlingsutställningar. Separat ställde hon ut i Uppsala, Östersund och på Gummesons konsthandel i Stockholm.
Hennes konst består av stilleben, stadsvyer och landskapsskildringar. Makarna Bretzner är begravna på Nikolai kyrkogård i Örebro.